# Старий Беськ
Старий Беськ (пол. Stary Besk) — село в Польщі, у гміні Ґрабув Ленчицького повіту Лодзинського воєводства.
Населення — 130 осіб (2011).
У 1975-1998 роках село належало до Конінського воєводства.

## Демографія
Демографічна структура станом на 31 березня 2011 року:
|          | Загалом | Допрацездатний вік | Працездатний вік | Постпрацездатний вік |
| -------- | ------- | ------------------ | ---------------- | -------------------- |
| Чоловіки | 63      | 15                 | 37               | 11                   |
| Жінки    | 67      | 15                 | 34               | 18                   |
| Разом    | 130     | 30                 | 71               | 29                   |